# Aircraft Manufacturing Company Limited
Aircraft Manufacturing Company Limited (airco) — одна из первых британских производителей самолётов. Основанная в 1912 году, быстро росла во время Первой мировой войны, к 1918 году называя себя крупнейшей авиастроительной компанией в мире.

## История
На протяжении всей войны Airco произвела многие тысячи самолётов как для британских, так и для союзных военных авиационных крыльев, включая истребители, учебно-тренировочные самолёты и бомбардировщики. Большинство самолётов компании были спроектированы главным конструктором Airco Джеффри де Хэвиллендом.
Airco основала первую авиакомпанию в Великобритании — Aircraft Transport and Travel Limited, которая работала как дочерняя компания Airco. 25 августа 1919 года началось первое в мире регулярное ежедневное международное сообщение.
После окончания войны дела компании резко ухудшились. Межвоенный период был неблагоприятным для авиапроизводителей во многом из-за избытка самолётов, оставшихся после войны, а отсутствие интереса к авиации со стороны британского правительства также затрудняло её перспективы. Airco быстро стала убыточной; в 1920 году фирма была продана Birmingham Small Arms Company, после чего в том же году её деятельность была ликвидирована. Многочисленные активы и персонал, ранее принадлежавшие компании, были интегрированы в недавно созданную авиастроительную компанию de Havilland. В годы войны Airco спроектировала и произвела множество самолётов. Его DH.2 , истребитель толкающей конфигурации, представленный в 1916 году, способствовал прекращению "бича Фоккера" 1915 года. Хотя ранние воздушные бои над Западным фронтом указали на необходимость в одноместном истребителе с передним вооружением, возникла необходимость в одноместном истребителе с передним вооружением. На тот момент не было доминирующего подхода к применению вооружения к истребителям. Поскольку у британцев не было возможности стрелять вперёд через пропеллер самолёта-тягача, Джеффри де Хэвилленд разработал DH.2 как меньшую одноместную версию более ранней конструкции двухместного толкача DH.1. Всего компанией Airco было произведено 453 самолёта DH.2.

## Aircraft Transport and Travel Limited

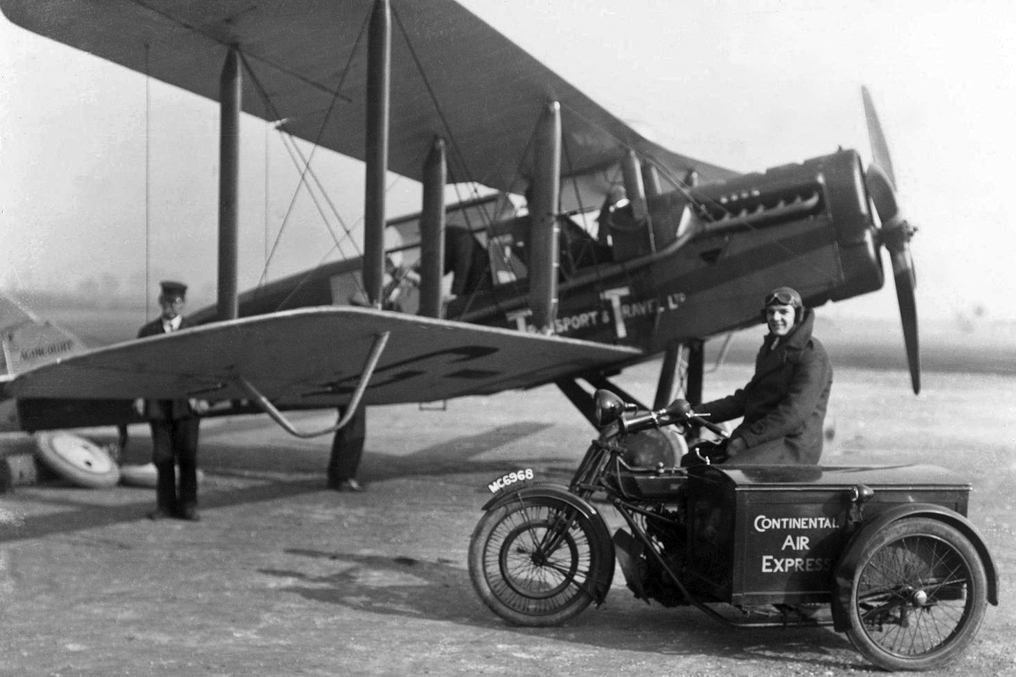

Airco решила заняться первым авиационным бизнесом и для этой цели создала специальную дочернюю компанию Aircraft Transport and Travel (AT &T). 25 августа 1919 года компания начала первое в мире регулярное ежедневное международное сообщение между аэродромом Хаунслоу-Хит и аэродромом Ле-Бурже, Франция. Для этой службы использовалось несколько DH.16.
Помимо обслуживания рейсов из Лондона в Париж, AT&T также запустила другие маршруты, в том числе между аэропортом Кройдон и Амстердамом, от имени голландской авиакомпании KLM. 17 мая 1920 года самолёт AT&T DH.16 (G-EALU) выполнил первый рейс KLM между Лондоном и Амстердамом.

## Список самолётов
Airco DH.1
Airco DH.2
Airco DH.3
Airco DH.4
Airco DH.5
Airco DH.6
Airco DH.9
Airco DH.10
Airco DH.11
Airco DH.12
Airco DH.15
Airco DH.16
Airco DH.18